# Estádio Leônidas Sodré de Castrode Castro
Estádio Leônidas Sodré de Castro – wielofunkcyjny stadion w Belém, Pará, Brazylia, na którym swoje mecze rozgrywa klub Paysandu SC.